# Adon Gomis
Adon Gomis, né le 19 juillet 1992 à Évreux en France, est un footballeur international bissau-guinéen qui évolue au poste de défenseur central au FC Rouen 1899.

## Biographie

### Carrière en club
En 2012, alors qu'il évolue en quatrième division de district à Magny-en-Vexin dans le Val-d'Oise, il contracte la tuberculose osseuse, maladie qui l'éloigne des terrains pendant un an. Adon Gomis commence sa carrière senior à l'AS Poissy. Après une bonne saison, il rejoint le club de Cergy-Pontoise, mais n'obtient qu'un faible temps de jeu. Il décide alors en 2016 de partir pour l'OFC Les Mureaux, où il réalise trois saisons pleines.  
Il tape dans l'œil du Stade lavallois, club de National, en juin 2019 lors d'un match à Changé (Mayenne) opposant la sélection de la Ligue de Paris-Île-de-France à celle de la Ligue des Pays de la Loire, en quarts de finale de la Coupe UEFA des régions,. D'abord inscrit dans la rotation, il est la révélation de la première partie de saison lavalloise et permet aux Tango d'être la meilleure défense de National, jusqu'à sa blessure au genou droit.  
En 2020, il signe son premier contrat professionnel au sein du club nordiste de l'USL Dunkerque, pensionnaire de Ligue 2. Il est laissé libre par Dunkerque après la relégation du club en National.  
Au mercato hivernal 2023 il est recruté par le Paris 13 Atletico, club de National.  

### Parcours international
Le 23 mars 2022, il joue son premier match international avec la Guinée-Bissau contre la Guinée équatoriale lors d'une rencontre amicale. La Guinée-Bissau s'imposera 3-0. 
Il est de nouveau appelé en septembre 2022 pour un match amical face à la Martinique.

## Style de jeu
Fort dans les duels, doté d'une très bonne relance pied gauche, il est capable de jouer sous pression, sans précipitation, et s'offre régulièrement des percées offensives jusque dans la surface adverse.